# Tervuren

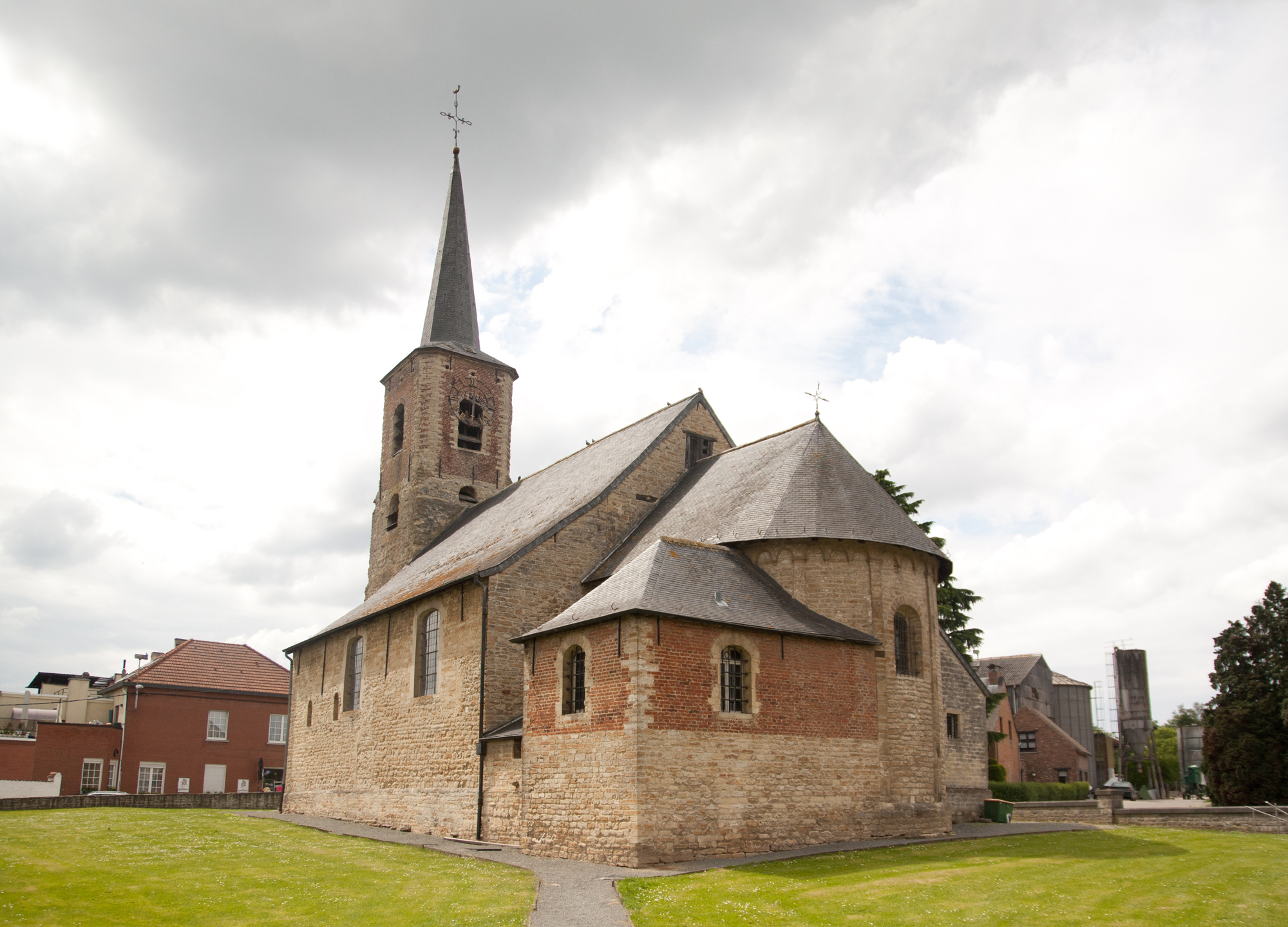
Sankt Pauls kyrka i Vossem.

Tervuren är en kommun i Flamländska Brabant i Flandern i Belgien. Kommunen består av byarna Duisburg, Tervuren, Vossem och Moorsel.
Tervuren ligger omedelbart öster om Bryssel.

## Utbildning
British School of Brussels är belägen i staden sedan 1970. Det finns också flera alternativa skolor. Däribland Kristoffel Steiner School 